# British Sociological Association
Die British Sociological Association (BSA) ist die Fachgesellschaft britischer Soziologen.
Da die Soziologie im Vereinigten Königreich lange im Schatten der Social Anthropology stand, wurde die Fachgesellschaft verhältnismäßig spät, im Jahr 1951, auf Initiative mehrerer Universitätsprofessoren gegründet. Ihre Ziele sind, die Soziologie zu fördern, Soziologen zu unterstützen und die Soziologie in der britischen Öffentlichkeit zu repräsentieren.
Die BSA publiziert die Zeitschrift Sociology, ein zweimonatliches Periodikum für allgemeine Soziologie, daneben die spezielleren Themenbereichen gewidmeten Zeitschriften Cultural Sociology und Work, Employment and Society.
Unter ihren 40 verschiedenen Sektionen (Study Groups) ist eine ihrer stärksten und aktivsten die medizinsoziologische BSA Medical Sociology.

## Bisherige Präsidenten
- Gurminder K. Bhambra, seit 2022[2]
- Susan Halford, 2018–2021[3]
- Lynn Jamieson, 2014–2017[4]
- John Holmwood, 2012–2014
- John David Brewer, 2009–2012
- Sue Scott, 2007–2009
- Geoff Payne, 2005–2007
- Joan Busfield, 2003–2005
- John Scott, 2001–2003
- Sara Arber, 1999–2001
- David Morgan, 1997–1999
- Stuart Hall, 1995–1997
- Michèle Barrett, 1993–1995
- John Westergaard, 1991–1993
- Robert Burgess, 1989–1991
- Jennifer Platt, 1987–1989
- Martin Albrow, 1985–1987
- Richard K. Brown, 1983–1985
- Margaret Stacey, 1981–1983
- John Eldridge, 1979–1981
- Keith Kelsall, 1977–1979
- Sheila Allen, 1975–1977
- Peter Worsley, 1971–1975
- Tom B. Bottomore, 1969–1971
- Thomas H. Marshall, 1964–1969
- Barbara Wootton, 1959–1964
- Morris Ginsberg, 1955–1957